# Ainsdale
Ainsdale är en by i distriktet Sefton, i grevskapet Merseyside, i England. Byn är belägen 22 km från Liverpool. Ward hade 12 601 invånare år 2021. Ainsdale var en civil parish från 1894 till 1925 då den blev en del av Southport. Civil parish hade 2 942 invånare år 1921. Byn nämndes i Domedagsboken (Domesday Book) år 1086, och kallades då Einuluesdel.